# Camell
|  | Per a altres significats, vegeu «El Camell (desambiguació)». |

Els camells o gamells (Camelus) són un gènere de mamífers quadrúpedes de la família dels camèlids, grup que també inclou les llames i els guanacs, entre d'altres. Com tots els camèlids, els camells són artiodàctils, o ungulats amb un nombre parell de peülles. Se'n distingeixen dues espècies vivents, cadascuna amb un nombre diferent de geps: el dromedari i el camell bactrià. El nom camell prové de l'hebreu gamal, que significa 'retornar' o 'compensar', ja que el camell fa generalment el que el seu amo li sol·licita. La paraula arribà al català mitjançant el llatí camēlus i aquest del grec kámēlos.
Tot i ser originaris dels deserts d'Àsia, fa mil·lennis que s'estengueren a Àfrica, particularment al desert del Sàhara. En temps molt més recents, han estat introduïts pels humans a les regions àrides del centre d'Austràlia, on n'hi ha poblacions ferals. Són especialment cèlebres pels seus característics geps, que són reserves de teixit adipós i els ajuden a resistir millor les temperatures elevades i per la seva gran capacitat de sobreviure molt de temps sense aigua. Els camells foren domesticats fa relativament poc temps, vers el 2000 aC.
Tot i que existeixen actualment uns 15,5 milions de camells, estan gairebé extints com a animals salvatges. Els 14 milions de dromedaris del món són tots domèstics, mentre que dels aproximadament 1,5 milions de camells bactrians, es creu que només uns 1.000 són salvatges i viuen al desert del Gobi a la Xina i Mongòlia.

## Espècies existents
Hi ha tres espècies vivents de camells: el bactrià (Camelus bactrianus) i C. ferus, proveïts de dues gepes, i el dromedari (Camelus dromedarius), que té una sola gepa. Ambdues espècies són remugants sense banyes, sense morro, amb els orificis nasals formant obertures obliqües, el llavi superior dividit i movible separadament i extensible, sense peülles (tenen dos dits diferenciats), l'abdomen elevat i potes llargues i primes. Al contrari del que diu la creença popular, el camell emmagatzema greix en comptes d'aigua a la gepa, que sol caure cap a un costat en trobar-se sense reserves.
Una cosa particular és que molt poca gent sap que els camells són originaris d'Amèrica i migraren a Euràsia i l'Àfrica gràcies a les glaciacions, com ho evidencia l'abundant registre fòssil de camells a Amèrica. El fòssil de camell més antic descobert fou trobat a Kansas a mitjans de la dècada del 1930.

## Evolució i registre fòssil
Els camells pertanyen a la família dels camèlids. Aquest grup aparegué durant l'estatge Lutecià (Eocè mitjà) i els fòssils més antics coneguts de la família han estat descoberts a la pedrera de Laguna Riviera (Califòrnia, Estats Units).
Els camells pròpiament dits aparegueren i s'estengueren durant el Pliocè mitjà. Els camells actuals desenvoluparen adaptacions a les condicions àrides en les quals vivien (gepes, digestió i metabolisme, absorció de grans quantitats d'aigua, consum d'aliment amb molta salt, demble, etc.). Aquestes adaptacions probablement sorgiren en una fase tardana de l'evolució dels camèlids, és a dir, no eren pròpies dels camèlids basals, i els permeteren estendre's allà on altres herbívors no podien prosperar.
| Registre fòssil              | Registre fòssil | Registre fòssil | Registre fòssil        |
| Localitat                    | País            | Antiguitat      | Espècie/s              |
| ---------------------------- | --------------- | --------------- | ---------------------- |
| Àrea 8 de Turkana Est - KBS  | Kenya           | Pliocè          | Camelus sp.            |
| Chiwondo Beds - Unitat 3A    | Malawi          | Pliocè          | Camelus sp.            |
| Formació de la Baixa Nagrota | Índia           | Pliocè          | Camelus sp.            |
| Novo-Nikolaievka             | Ucraïna         | Pliocè          | Camelus sp.            |
| Formació de Pinjor           | Índia           | Pliocè          | Camelus sivalensis     |
| Laetoli                      | Tanzània        | Pliocè          | Camelus sp.            |
| Selim-Djevar                 | Kazakhstan      | Pliocè          | Camelus praebactrianus |

### Hibridació
Els cariotips de diferents espècies de camèlids han estat estudiats amb anterioritat per molts grups, però no s'ha arribat a un acord sobre la nomenclatura dels cromosomes dels camèlids. Estudis més recents que han utilitzat la citometria de flux determinen que el cariotip cromosòmic dels camells és (2n =74), que consisteix en un autosoma metacèntric, tres submetacèntrics i 32 autosomes acrocèntrics. El cromosoma Y és un cromosoma metacèntric petit, mentre que el X és un cromosoma metacèntric gran.
D'acord amb les dades moleculars, els camèlids del Vell Món i del Nou Món se separaren fa uns 11 milions d'anys. Malgrat això, aquestes espècies han conservat una proximitat genètica suficient per poder generar híbrids i produir cries vives, com és el cas de la pota). Els híbrids interespecífics entre el dromedari i el guanac proporcionen la plataforma ideal per comparar els cariotips dels camells del Vell Món i del Nou Món.
La cama és un híbrid de camell i llama creat per inseminació artificial pels científics, que volien observar quin nivell de proximitat genètica hi havia entre les espècies parents. El dromedari és unes sis vegades més pesat que una llama i la inseminació artificial, per tant, havia d'impregnar la femella de la llama; la unió entre un mascle de llama i una femella de dromedari no han tingut èxit fins ara. L'individu, quan neix, és més petit que una cria de llama. La cama presenta les orelles curtes i la cua llarga com la d'un camell; no té cap gep, com la llama, i té peülles amb una fenedura més similar a les de les llames.
Als quatre anys, la cama va assolir la maduresa sexual i sentia atracció per les femelles de llama i de guanac. Una segona cama femella fou produïda per inseminació artificial. Com que tant els camells com les llames tenen 74 cromosomes, els científics esperen que la cama serà fèrtil. Si és així, hi ha la possibilitat d'augmentar-ne la mida, amb un exemplar amb més quantitat de carn i de llana i amb una capacitat com a animal de transport d'acord amb el rendiment dels camèlids sud-americans. La cama, aparentment, ha heretat el temperament pobre d'ambdós progenitors. Però, d'altra banda, ha permès demostrar la relació entre els camèlids del Nou Món i del Vell món.
Un cas especial són els híbrids de dromedari i camell bactrià que s'anomenen bukhts; aquests híbrids es troben al Kazakhstan. Són més grans que qualsevol dels progenitors (fins a 1.000 kg i 230 cm d'alt), tenen una sola gepa i són molt forts i uns bons animals per al transport o les feines agrícoles com llaurar. Els otomans l'utilitzaren com a animal de guerra. Les femelles es poden tornar a aparellar amb un camell bactrià per produir un animal més petit, uns tres quarts de la mida del dromedari, i generalment amb dos geps. És més ràpid que un camell bactrià i més fort que un dromedari. Un tipus molt més rar és l'encreuament d'una femella bukht amb un dromedari.

## Sistemàtica
Els camells formen un gènere dins de la família dels camèlids, en què són el tàxon germà de les llames (Lama) i les vicunyes (Vicugna). Els dromedaris i els camells bactrians es poden encreuar. Els híbrids resultants, que es coneixen com a tulus o bukhts, tenen una mida més gran que els seus pares «purs». També s'ha aconseguit creuar llames amb camells mitjançant inseminació. La seva progènie es coneix com a cama.

## Domesticació

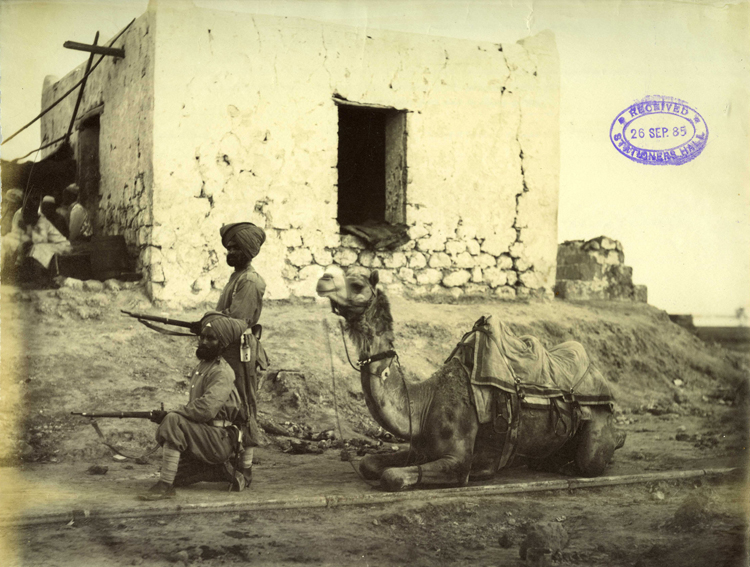
El cos de camells Sikh durant l'expedició del Nil (1884)

El camell fou domesticat cap al 2000 aC, probablement perquè era l'animal de càrrega més gran i fort de la seva distribució. Els camells de càrrega es fan servir entre 4 i 25 anys i són capaços de portar fins al 50% del seu pes corporal. Un camell pot recórrer 30-40 km en un dia si va sol i fins a 100 km si porta algú al damunt, a una velocitat mitjana de 10-12 km/h. Els camells també han tingut un ús militar des de l'antiguitat, tant per transportar provisions i soldats com directament en els enfrontaments armats, ja sigui juntament amb la resta de la cavalleria o per separat. Sovint se'ls feia servir per intimidar l'enemic.
Els camells també es poden aprofitar per la seva carn i la seva llet, a partir de la qual es fa shubat, mantega i formatge. Un dromedari proporciona uns 2.000 kg de llet a l'any (4.000 si és de la varietat arvana) i una camella bactriana uns 750 kg a l'any. La seva llet conté un 4,5% i un 5,4% de greix.
Algunes diferències significatives entre la llet de camell i la llet bovina són:
- la llet de camell té menys lactosa,[21] però conté més potassi,[21] magnesi, ferro,[21] coure, manganès, sodi i zinc
- la llet de camell té menys colesterol que la llet de vaca (o de cabra)
- la llet de camell proporciona el triple de vitamina C
- la llet de camell té més àcids grassos insaturats i vitamines B, però menys vitamina A i vitamina B₂
- la llet de camell conté més greix i proteïna[22]

El pèl de camell es caracteritza per la seva alta qualitat i és més preuat que la llana d'ovella.

## Comportament
En general, els camells tenen un caràcter passiu. Però, per a la seva pròpia defensa, solen utilitzar les puntades de peu i fins i tot la seva saliva per mitjà d'expulsió des de la boca, que produeix una sensació d'ardor si entra en contacte amb els ulls del qui és atacat.
Se'ls ocupa normalment com animals de càrrega, encara que també s'aprofita la seva pell, llet i carn. Pot ingerir 180 litres d'aigua d'una sola vegada i avançar sense tornar a prendre aigua durant més de 10 dies. Les femelles donaven llet per al viatge i el seu pèl es filava per fer vestits i sogues. Amb la pell es confeccionen sandàlies i cantimplores i els fems eren utilitzats sovint com a combustible per a cuinar aliments per la falta d'arbres al desert. Al nord de l'Àfrica hi ha «dromedaris dansaires» i de competició que diverteixen el públic durant la festa coneguda com a «dia del camell». També són emprats per a transportar turistes pel desert. A diversos països són molt populars les curses de camells.

### Regulació de la hidratació

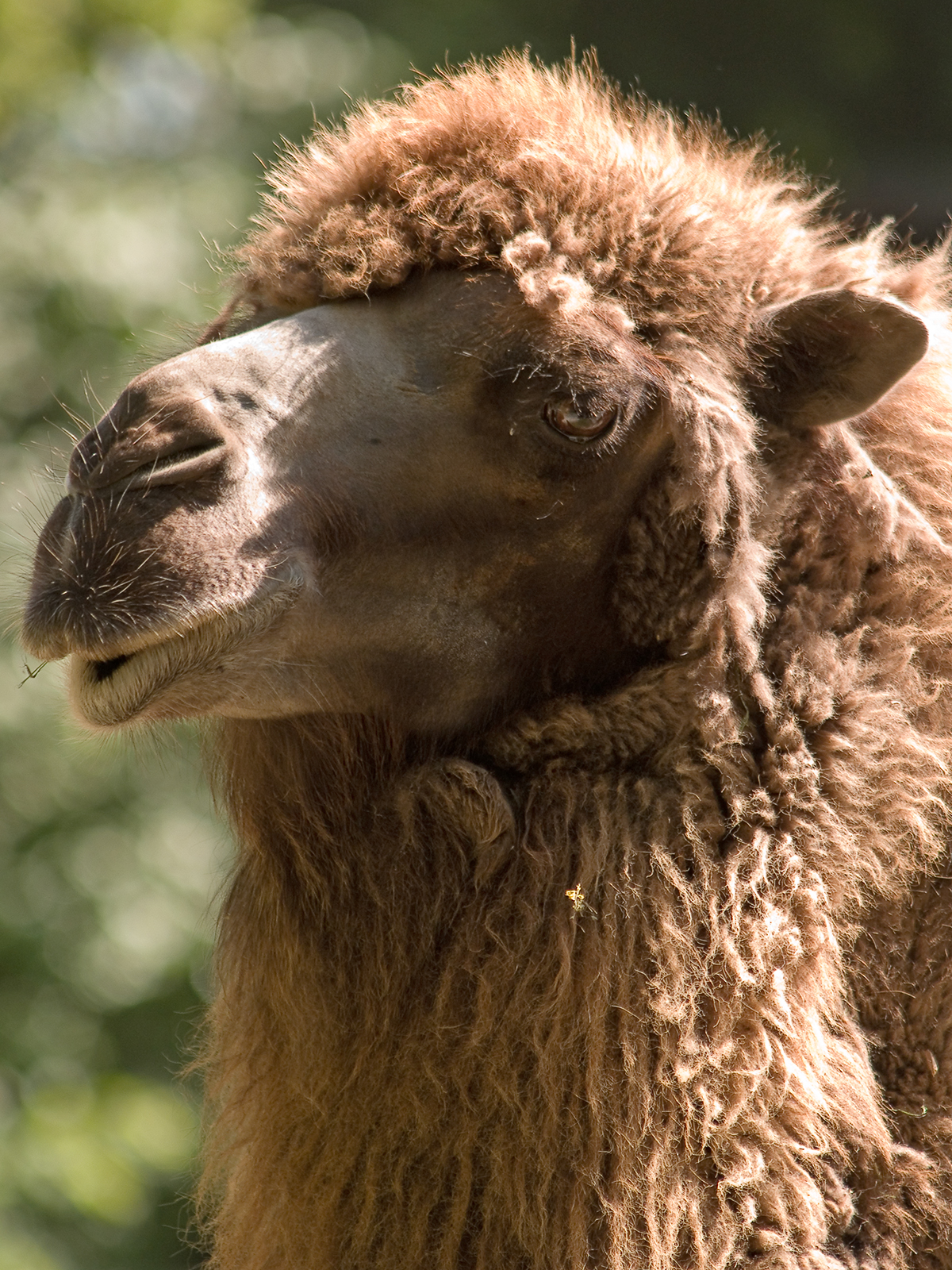
El dens pelatge dels camells és una de les nombroses adaptacions que els ajuden en condicions desèrtiques

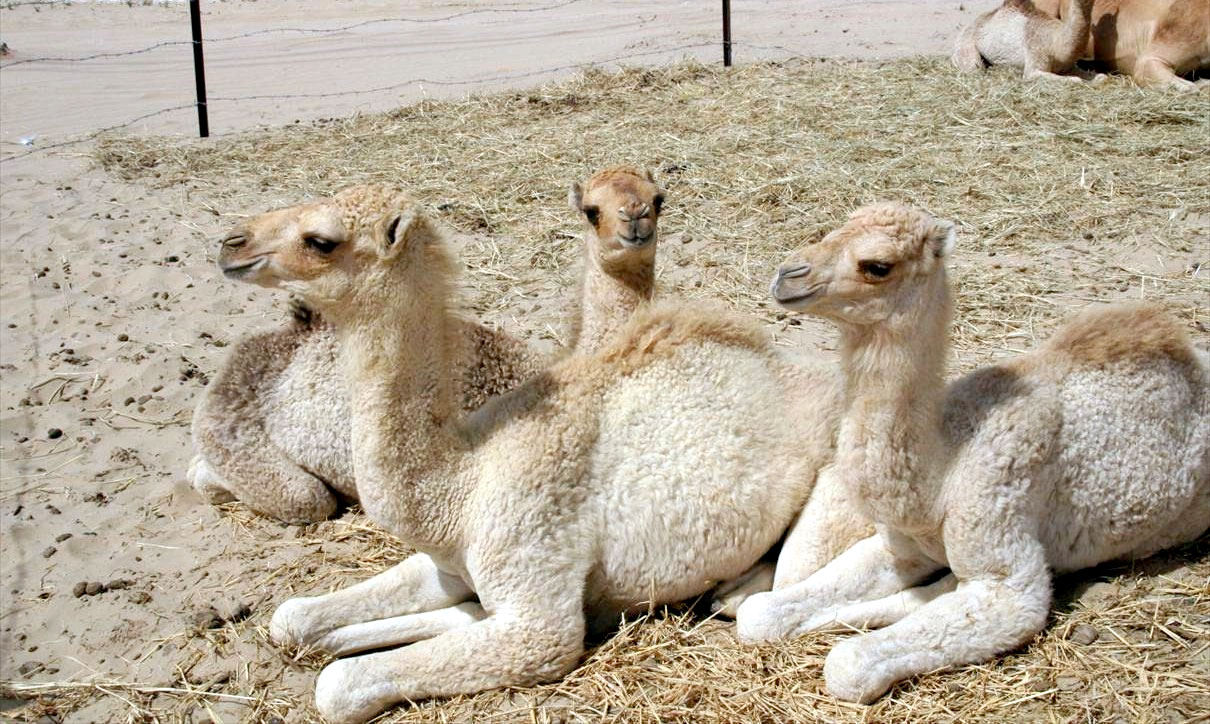
Cries de camell domesticades a Dubai

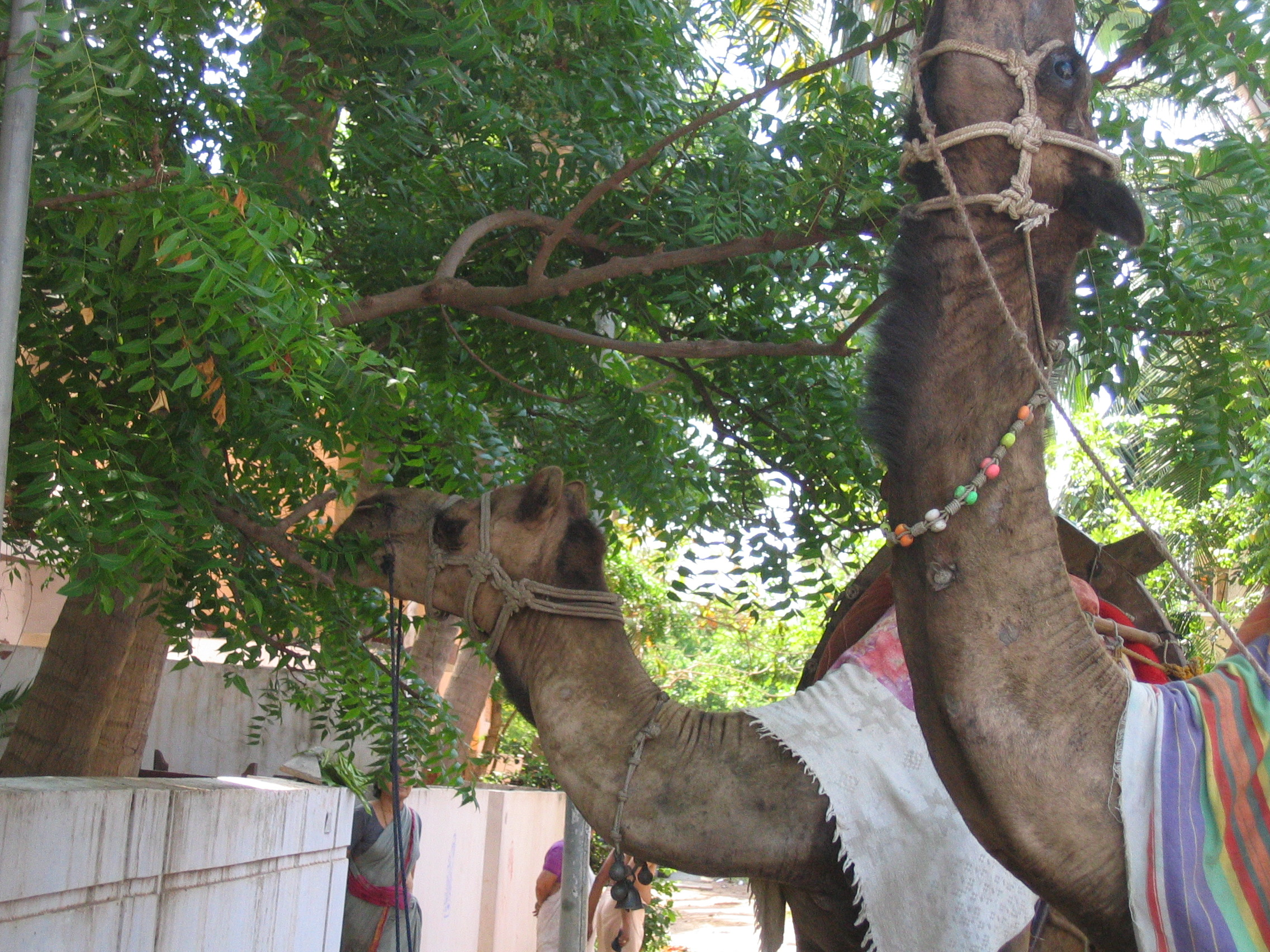
Camells d'exhibició es mengen fulles de nim en un carrer de Guntur (Índia)

Al contrari del que se sol creure, els camells no emmagatzemen aigua als geps. De fet, els geps són una reserva de teixit adipós. El fet de concentrar greix corporal als geps minimitza l'aïllament tèrmic que cobreix la resta del cos, cosa que podria ser una adaptació als climes calorosos. Quan aquest teixit és metabolitzat, serveix de font d'energia i proporciona més d'un gram d'aigua per cada gram de greix convertit, mitjançant una reacció amb l'oxigen de l'aire. Aquest procés de metabolització del greix genera una pèrdua neta d'aigua per la respiració, per l'oxigen necessari per convertir el greix.
La seva capacitat de resistir en períodes llargs sense aigua es deu a una sèrie d'adaptacions fisiològiques. Els seus glòbuls vermells tenen una forma ovalada, a diferència dels de la resta de mamífers, que són circulars. Això és per facilitar-ne el flux en un estat de deshidratació. Aquestes cèl·lules també són més estables per tal de resistir altes variacions osmòtiques sense trencar-se, quan l'animal beu grans quantitats d'aigua (entre 100 i 150 litres d'una vegada). Els glòbuls vermells no es donen en cap altre animal, però estan presents en els rèptils, ocells i peixos.
Els camells poden resistir a canvis en la temperatura i la hidratació del cos que matarien la majoria d'altres animals. La seva temperatura varia d'entre 34 °C de nit fins a 41 °C de dia i només comencen a suar per sobre d'aquest llindar. Sovint la temperatura no excedeix aquest nivell durant el dia en condicions climàtiques més suaus i, per consegüent, és possible que un camell no suï en tot el dia. L'evaporació de la suor es produeix a la pell, no a la superfície del pelatge, i és, doncs, molt eficient la reducció de la temperatura en proporció a la pèrdua d'aigua per suor. Aquesta capacitat de fluctuar la temperatura corporal i l'eficiència de la seva suor els permet preservar fins a cinc litres d'aigua per dia.
Una característica dels seus narius és que una gran quantitat del vapor d'aigua de les exhalacions és atrapat i retornat als líquids corporals, reduint així la quantitat d'aigua que es perd amb la respiració.

## Salut
Els camells, com tots els altres animals, poden sofrir una gran varietat de malalties. Les més comunes en els camells africans i asiàtics, que representen la major part de la població mundial, són les helmintosis gastrointestinals, la sarna i les tripanosomiasis. De fet, la fauna helmíntica que infecta els camells és una de les més riques de tots els animals. Un estudi amb dromedaris hi trobà 77 espècies d'helmints paràsits. Aquestes infeccions tenen un gran impacte econòmic perquè comporten una mortalitat alta, però es poden tractar i prevenir.
La verola del camell també és una malaltia comuna. Un 25% dels camells joves que agafen la malaltia acaba morint, però la infecció té un curs més benigne en els camells d'edat més avançada. Aquesta malaltia es pot contagiar a les mans de les persones que treballen amb camells, tot i que és una ocurrència poc freqüent.

## Gastronomia

### Llet

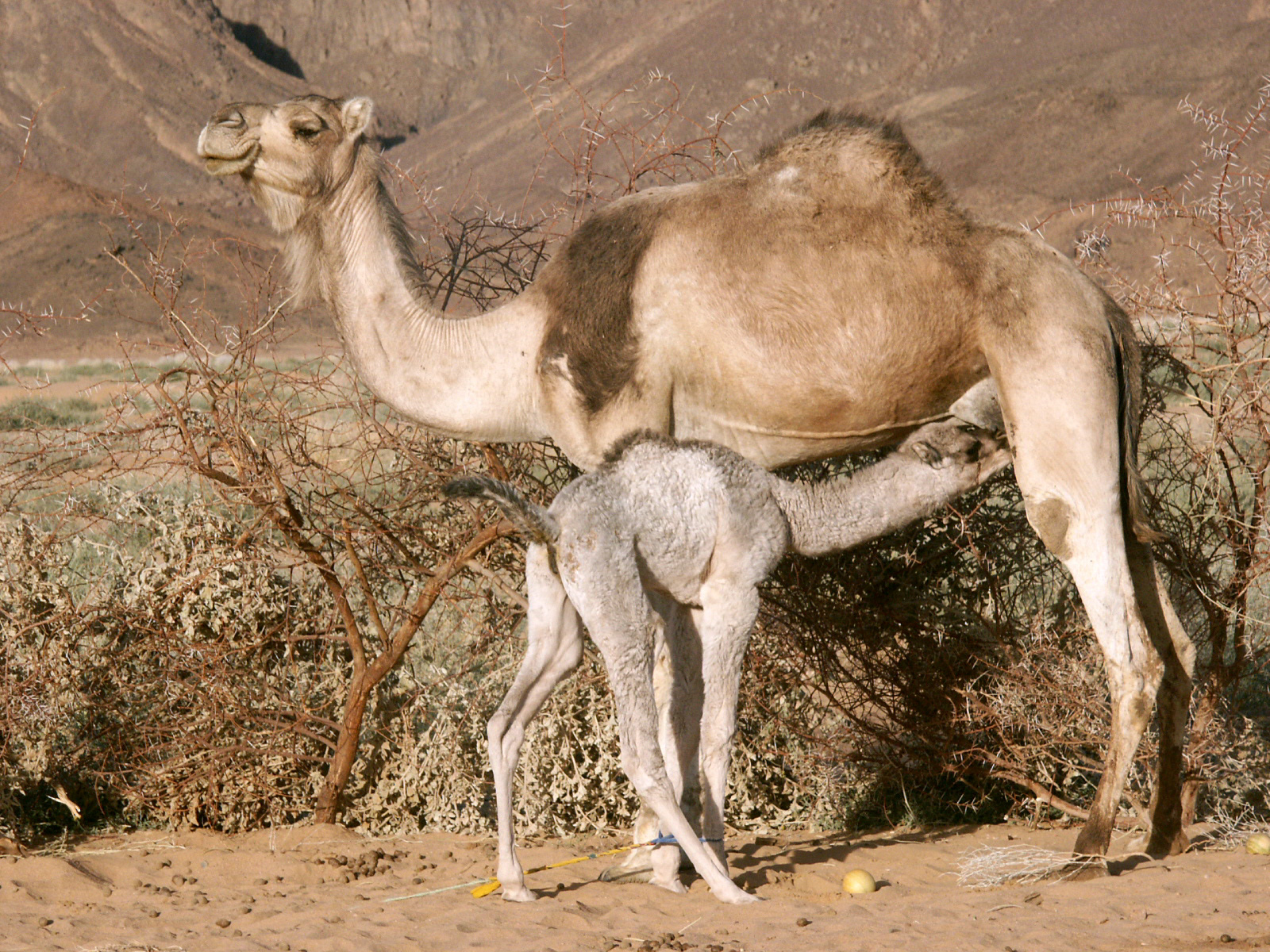
Vedell de camell alimentant-se de la llet de la seva mare

La llet de camella és un aliment bàsic de les tribus nòmades del desert i és considerada un aliment complet, rica en vitamines, minerals, proteïnes i immunoglobulines. És més baixa en greix i colesterol que la llet de vaca. A més de tenir moltes propietats saludables, s'utilitza com a medicament per a combatre malalties infeccioses i tuberculosi.

### Carn
La carn de camell s'ha menjat des de fa segles. Una canal de camell pot proporcionar una quantitat substancial de carn. El cadàver dromedari mascle pot arribar a pesar 400 kg o més, mentre que el cadàver d'un mascle de camell bactrià pot arribar a pesar fins a 650 kg. El cadàver d'un camell femella (o camella) pesa menys que el masculí, d'entre 250 i 350 kg.

## Aspectes culturals
Com a animals de càrrega i transport que són, els camells tenen un paper important en la cultura. En el món musulmà se'ls valora molt, cosa que es reflecteix en les llegendes. Per exemple, mentre que els humans coneixen 99 noms d'Al·là, només el camell coneix el número 100, motiu pel qual sovint somriu de manera insolent. Els camells començaren a aparèixer en les arts visuals del món occidental a l'alta edat mitjana, principalment a causa de les seves mencions a la Bíblia.

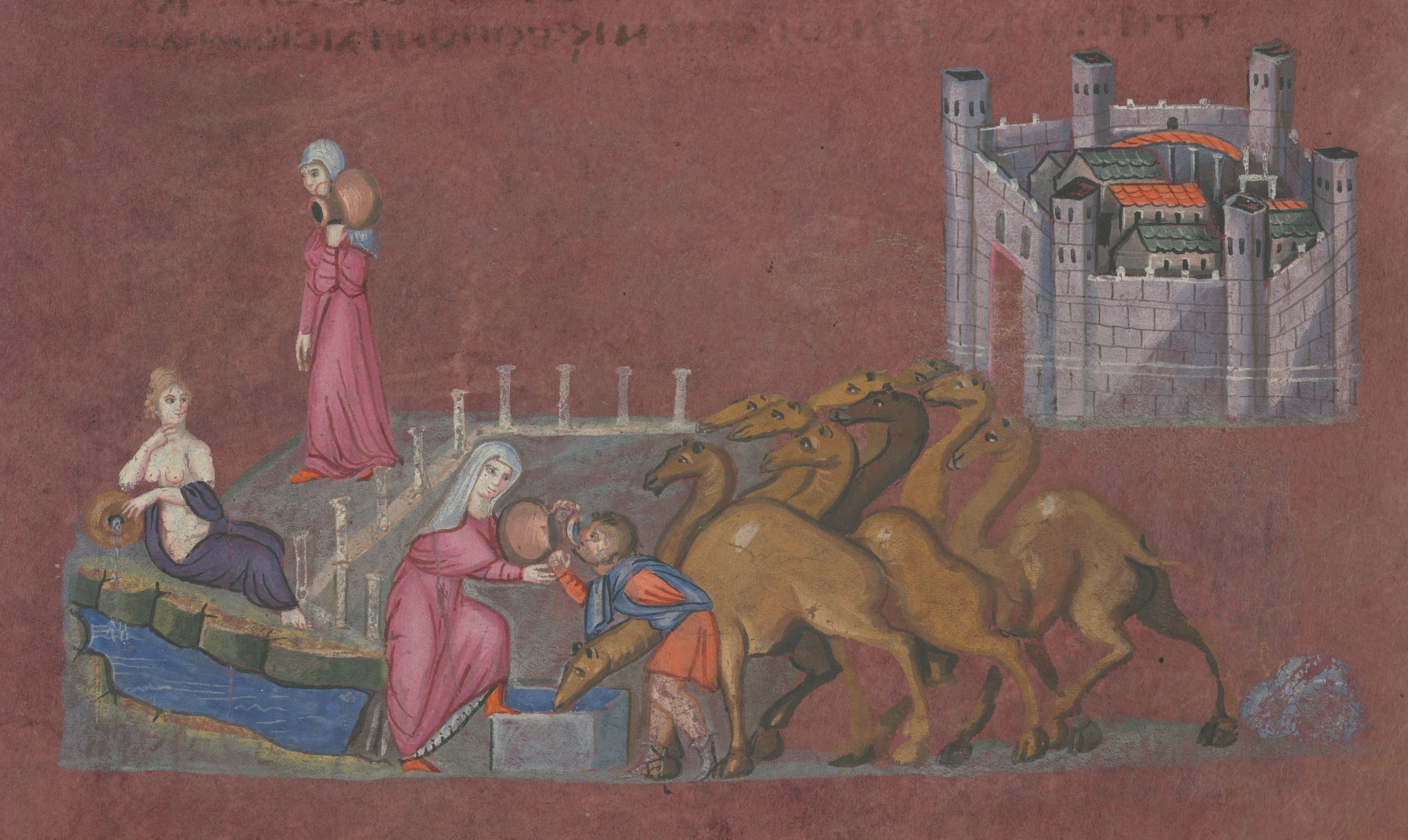
Escena del Gènesi de Viena: Rebeca troba Elièzer i posa aigua per als camells.

Per exemple, el personatge bíblic de Rebeca sovint és presentada amb camells al voltant. L'Antic Testament (Gènesi, 24) explica com Rebeca fou elegida per convertir-se en l'esposa d'Isaac quan anà a buscar aigua a un pou on el servent d'Isaac estava abeurant els seus camells. Entre altres llocs, aquesta escena apareix en el Gènesi de Viena, manuscrit il·luminat del segle vi.
Un altre exemple bíblic conegut és l'exemple evangèlic del camell i el forat d'una agulla, en què Jesús diu als seus deixebles: «Us asseguro que un ric difícilment entrarà al regne del cel. Més encara: és més fàcil que un camell passi pel forat d'una agulla que no pas que un ric entri al regne de Déu». Tanmateix, hi ha alguns estudiosos que pensen que es tracta d'un error d'interpretació, ja la paraula grega kàmelos ('camell') s'havia confós fonèticament amb  kàmilos ('corda', 'gúmena') en grec tardà. Però aquesta opinió, si bé està fonamentada filològicament, no té gaire acceptació entre els experts; de fet els millors manuscrits del Nou Testament presenten la forma kàmelos. També hi ha una tradició, tardana, que diu que el forat de l'agulla era una portella petita en una porta de la muralla de Jerusalem, per on només podien entrar persones. En realitat el gust per la hipèrbole és molt oriental i no en falten exemples al text bíblic. Jesús es complaïa en les comparacions i exemplificacions extremes, com en Mt 23, 24, referint-se als fariseus: «Guies cecs, que coleu un mosquit i us empasseu un camell!»

### Usos militars
Els camells s'han utilitzat com a cavalleria com a mínim des del 853 aC, quan el rei àrab Gindibu feu servir fins a 1.000 camells en la batalla de Qarqar. Un exemple posterior fou la batalla de Timbrea, lliurada el 547 aC entre Cir el Gran de Pèrsia i Cressus de Lídia. Segons Xenofont, la cavalleria de Cir es trobava en inferioritat numèrica de sis a u. Després que un dels seus generals l'informés que els cavalls lidis tenien por dels camells, Cir desplegà els camells del seu tren d'equipatges com a formació militar ad hoc. Tot i que tècnicament no se'ls utilitzà com a cavalleria, aquests camells tingueren un paper crucial, car sembraren el pànic entre els cavalls lidis i canviaren el sentit de la batalla a favor de Cir.
Els camells, a vegades equipats amb armadura semblant a la de les catafractes de l'exèrcit romà tardà, continuaren sent utilitzats en campanyes militars durant l'edat mitjana, especialment a Aràbia i el nord d'Àfrica. Mahoma i els seus deixebles en feren un gran ús durant les seves conquestes inicials.
Avui en dia, la patrulla del desert de Jordània continua fent servir camells.
- Lawrence d'Aràbia, en el seu llibre Els set pilars de la saviesa, explica diverses accions militars protagonitzades per dromedaris. I descriu amb cert detalls els animals que va muntar personalment.[44][45]

## Races o tipus

### Classificació general
Segons un llibre publicat l'any 1981 els dromedaris africans constitueixen el 72% de tots els dromedaris del món.
En xifres absolutes i segons la FAO, l'any 1979 hi havia uns 17 milions de camells a Àfrica i 4,9 milions a Àsia. En nombres rodons, 16 milions eren dromedaris i la resta, gairebé 2 milions camells de dos geps.

### Classificació per tipus
Pel que fa a les races és possible i útil analitzar les classificacions proposades per diversos autors. Classificacions basades en tipus més que en races veritables.
- Leese (1927) va proposar una classificació en 4 tipus de dromedaris: 
  - dromedaris de regions muntanyoses
  - dromedaris de regions intermèdies
  - dromedaris de les planes en zones de rius
  - dromedaris dels deserts
- IAO es basava en una altra classificació:
  - dromedaris braquiomorfs, grans i pesants (com els de les caravanes d'Egipte)
  - dromedaris mesomorfs, més lleugers que els anteriors (serien els dromedaris de càrrega de Libia)
  - dromedaris dolicomorfs, els més lleugers de tots (que correspondrien als dromedaris mehara de l'interior del Sahara).
- Cole (1975) parlant dels dromedaris àrabs (murrah) indicava tres tipus:
  - els dromedaris de càrrega
  - els dromedaris de llet
  - els dromedaris per a muntar